# 斎藤和夫
斎藤和夫（さいとう かずお 1946年生まれ）は、日本の法学者、慶應義塾大学名誉教授(民法講座）、元明治学院大学院教授（民事訴訟法講座）。弁護士、第一東京弁護士会総合研修センター委員。
専攻は担保法学（担保実体法学と担保手続法学）、民事実体法学（民法総則、物権法、担保物権法、債権法）、民事手続法学（民事訴訟法、民事執行法、民事保全法、倒産法）、金融法学、ドイツ法学。担保実体法と担保手続法の統合的アプローチ。
慶應義塾大学では、同名誉教授内池慶四郎（民法学）・同名誉教授伊東乾（民事訴訟法学）・同名誉教授石川明（民事訴訟法学）に師事。
ドイツ・ザールラント大学法学部では、ザール大学名誉教授・ザール大学法学博士・慶應義塾大学名誉博士・ゲルハルト・リュケ（民法・民事訴訟法・強制執行法・倒産法学）に師事。

## 略歴
斎藤秀夫の次男として仙台に生まれる。兄は斎藤恒夫（東北電力株式会社最高顧問、慶應義塾大学法学部卒、元東北電力株式会社常務・副社長）。
・1965年　宮城県仙台第一高等学校卒業
・1969年　慶應義塾大学法学部法律学科卒業
・1975年　同大学院法学研究科民事法学専攻博士課程満期退学
・1972年　慶應義塾大学法学部助手（民事法学専攻）に就任
・1974～1976年　ドイツ・ザールラント大学講師（慶應・ザール交換協定）
・1975年　慶應義塾大学法学部専任講師
・1981年　同助教授
・1988年　 同教授（民法講座）に就任

慶應義塾大学法学部では、担保法、民法総則、物権法、担保物権法、債権法総論、ゼミ（卒論指導）、ドイツ法、法学等の学科目を担当。
同大学院法学研究科MC/DCでは、民法合同演習（スタッフセミナー）、民事法総合合同演習、担保法（金融法）研究、ドイツ法、論文指導等の学科目を担当。
「各年（1988年～2011年）度・大学院法学研究科・法学部　講義要綱（シラバス）」・慶應義塾大学教務部発行参照。
・2004年　弁護士登録（第一東京弁護士会）（宗田親彦法律事務所・東京都千代田区霞が関 霞が関ビル）、第一東京弁護士会総合研修センター委員
・2012年　慶應義塾大学定年、同時に慶應義塾大学名誉教授に就任
・同年　明治学院大学院教授（民事訴訟法講座）に就任

明治学院大学法科大学院（法務職研究科委員長　京藤哲久）では、民事執行法、民事保全法、民事訴訟法研究、民法研究、民事法応用、民事法判例演習、民事法総合演習、等の学科目を担当。
同大学院法学研究科DC（委員長　加賀山茂）では、民事訴訟法演習、民事訴訟法研究、研究指導等の学科目を担当。
教員・担当学科目紹介については、meijigakuin.ac.jp/~lawyers/education/_index.html

## 著書（単著）と学問理論
- 『ドイツ強制抵当権の法構造――「債務者保護」のプロイセン法理の確立――』（全402頁）（担保法学研究・第Ⅰ巻）（慶應義塾大学法学研究会叢書71）慶應義塾大学出版会 2003年（1）ーー我が国の法体系上、強制抵当権制度は欠落しており、従前より有力学説（たとえば、宮脇幸彦研究や三ヶ月章研究）によってドイツ強制抵当権制度の研究の必要性がしばしば強調されてきた。本書は、「実体法と手続法の交錯」の典型的・象徴的テーマとしてのドイツ強制抵当権制度について、その「沿革・本質・内容」を正面から採り上げ、これをドイツプロイセン「三基軸」抵当権法（実体的・手続的・形式的抵当権法）の発展構造に位置づけて、歴史的・理論的・体系的に分析している。　具体的には、「抵当権制度は、一体、誰のために在るのか」という制度目的論の視点から、それまで我が国の民法解釈学で伝統的・支配的だった「近代抵当権論のシェーマ」（「資本主義の発達」と共に債権者のための抵当権としての発展と確立が「近代抵当権」である）を批判的に検証・克服し、我が国の担保法学（法解釈学）の「新たな指導理念」（根幹たる法理念）を追求・樹立せん、と試みたものである。　本書は、著者が「1983年～1997年」にかけて諸「法律誌」に発表してきた計7編の諸「論考」（含・日本私法学会報告・私法45号・1983年）に、新たに「総括的・結論的考察」を加えたものより、成るものである。 　なお、本書「はしがき」（Ⅰ巻・Ⅱ巻）によれば、ドイツザール大学在外研究（1974年～）を契機とした本書テーマは、著者のザール大学での恩師、ゲルハルト・リュケ名誉教授の「若手研究者指導方針」としての、①「新たな問題を発見することNeuesproblemfindung」、②「Monographieをものにすること」、③「生涯研究課題Lebensaufgabeをもつこと」、の三つの要件（リュケ名誉教授三カ条）に直接・間接に合致し得るものとして、設定された、とされている。https://www.keio-up.co.jp/np/isbn/4766409809/
- 『ドイツ強制抵当権とＢＧＢ編纂――ドイツ不動産強制執行法の理論的・歴史的・体系的構造――』（全888頁）（担保法学研究・第Ⅱ巻）（慶應義塾大学法学研究会叢書81）慶應義塾大学出版会 2011年（2）ー― ドイツ「①強制抵当権制度の法形成論・②ＢＧＢ（民法典）編纂過程論」・③三基軸抵当法体系論」の三つの「課題」を追求・解明し、それを踏まえて、わが国の「法解釈学」（民法学並びに民執法学）に対して、「①抵当制度は一体誰のものか」・「②ＢＧＢ編纂は強制執行手続法編纂でもあるのではないか」・「③不動産強制執行制度は一体誰のものか」という三つの「問題提起」をおこない、「新たな規範定立」を試みた研究書である。　その際、「立法史的研究の方法、実体法と手続法の双方向的研究の方法、社会経済史的研究の方法」という三方法を併用的に駆使して、「課題解決」にあたっている。　結論として、我が国の「法解釈論」ないし「立法論」として、現行民執法典（1979年制定、1980年施行）の編纂体系構造に対して、実質内容面と法典形式面の両面から、その「問題性」を明らかにし、次なる課題としての「民執法の立法将来像」を明確に指摘している。　上記の第Ⅰ巻に引き続いて、ドイツ民訴法・強制執行法研究の泰斗、ゲルハルト・リュケ名誉教授の下での、ザール大学在外研究（1974年～）を端緒とした 、「未開拓のテーマ」を追求し慎重な決断を要した、著者永年の研鑽に基づく、「実体法と手続執行法の統合的研究」の集大成が、遂にここに成立を見たものである。　本書は、著者が「1990年～2004年」にかけて諸「法律誌」に発表してきた計23編の諸「論考」に、新たに「総括的・結論的考察」を加えたものから、成るものである。第Ⅰ巻と合せて、ドイツ強制抵当権制度に関する、我が国における唯一無二の研究書である。　なお、本書付論文②は、共にドイツプロイセン法研究をベースとした、竹下守夫研究と伊藤眞研究との、両碩学の「理論的立場の違い」（1970年代）を契機とした、競売における「先順位」抵当権の処遇原理の体系的構造如何（当時の我が国の強制執行法改正問題において、一つの重要な論点とされていた）につき、本テーマに関する「立法史的研究」の方法論に基づく実作である新たな「Maierの著作」（1984年）に触発され、ドイツプロイセン「剰余・消除・引受」主義の原理的・歴史的・体系的構造を解明し、両研究のいずれとも異なる「第3の理論的立場」を主張し、母法と同様にこの立場が我が国の現行法上も妥当し得る、としたものである。　https://www.keio-up.co.jp/np/isbn/9784766418811/
- 『抵当権「代位」の法構造――担保法学研究、その理論と実務――』（全624頁）（担保法学研究・第Ⅲ巻） 信山社 2019年（3）ーー物上保証人、設定債務者、第三取得者などの利害関係人の諸利益が複雑に競合・交錯する共同抵当権の諸関係をいかにして総合的に調整・解決するかは抵当権法における至難の問題であるが、本書は緻密な「利益分析の方法」によりその解決基準を理論的に体系化しようとする労作である。　民法典の具体的条文についての「法解釈論」として、第1章　共同抵当権の「代位」－民法392条論／第2章　弁済者「代位」－民法502条論／第3章　抵当権の「物上代位」－民法304条（同372条による準用）論／第4章　根抵当権の「代位」－民法398条ノ7論（代位対象論）、の全4章が収録されている。　これらは、著者が、「1982年～2011年」にかけて、既に各種「法律誌」等に発表してきた計22編の諸「論考」から成るものであり、本書は、その総括としての、集大成となっている。　 いずれのテーマも、「抵当権法中の難問」とされているものであり、その解決は極めて困難である、と評されてきた。とりわけ、広く民法解釈論中の「難問中の難問」とされてきた、本書第1章・共同抵当権「代位」論は、手続法的考察のアプローチを駆使して、我が国における民法392条論の「嚆矢」となる、詳細・緻密な「利益分析/利益衡量の方法」に基づく、多くの詳細且つ緻密な「類型化」別になされた、本格的な研究であり、その後の最高裁判決（最一小判昭和60年5月23日／民集39‐4‐940）にも影響を与え、その論旨が採用されている。　また、その他の第2章・民法502条論、第3章・民法304条論、第4章・民法398ノ7論においても、実体法的考察をベースにしながら、これに手続法的考察のアプローチをも加えて、問題解決が図られている。　なお、巻末には、参考資料として、著者の慶應義塾大学での恩師、消滅時効法研究の泰斗、内池慶四郎慶應義塾大学名誉教授の手に成る「斎藤和夫君・業績審査報告要旨」（1987年）が、収録されている。 https://www.hanmoto.com/bd/isbn/9784797227642
- 『レーアブーフ民法Ⅱ 物権法』（全280頁）中央経済社 2009年（4）ーーー民法176条論（→『物権の設定及び移転は、当事者の意思表示のみによって、その効力を生ずる』）に、本書の注目すべき主張の一つがある。　具体的には、本書の理解によれば、民法176条は、物権（所有権）の「移転時期」如何(→「物権変動時期」如何）の問題（Ａ）につき、定めているのではなく、その「移転原因」如何（→「物権変動原因」如何）の問題（Ｂ）につき、定めたものである、としている。　すなわち、ドイツ法の歴史的には、物権（所有権）は、その「移転原因」として、①『当事者の意思表示』のみだけがあればよいのか、②それともその他に何か「外形的要素」（→たとえば、「登記」等の外形的徴表）をも必要とするのか、そのいずれであるのか、という二者択一的な問題（Ｂ）が議論されてきていた。民法176条は、この「物権変動原因」如何という根源的問題（Ｂ）につき、『当事者の意思表示のみによって、その効力を生ずる』として、上記①の立場（→物権変動は『意思表示』のみを原因として生じるものであり、他の「外形的要素」を必要としない）を立法的に明規したものである、と本書は端的に把握したのである。　民法176条をめぐっては、我が国の民法学説・判例は、従来、「物権変動時期」如何（→「所有移転時期」如何）の問題（Ａ）として、永らく議論してきた。しかし、いくつかの詳細な諸研究がなされてきたものの、それは、いわば合理的な「答え」の見えない、議論に終始してきたかの如くであった。　かくして、その従来の学説・判例上の状況に終止符を打つべく、このような「物権変動時期」如何（→「所有権移転時期」如何）の問題（Ａ）としての、従来の我が国の学説・判例の議論は、もはや無用ではないかとして、本書は、ドイツ法的理解を踏まえながら、「物権変動原因」如何の問題（Ｂ）として、民法176条論における新たな簡明な「指導テーゼ」の定立を、試みたものである。http://saitoseminar.blogspot.com/2012-04-30
- 『民事保全法 民事紛争最前線』（全320頁） 慶應義塾大学出版会 2014年（5）ーー具体例に即して簡潔・明快に、民事保全法の「全体構造」を解説したものであり、通読可能で全体構造を理解できる、唯一の解説書である。　民事保全は、民事紛争における「喫緊の法的解決手段」であり、「実体法と手続法が交錯」する動態的な法領域であるが、と同時に極めて専門技術的で、難解でもある。そこで、従来のような「裁判所サイドのための民事保全法」ではなく、むしろ「当事者（使い手）サイドのための民事保全法」（民事保全は誰のための手段なのか）という著者の基本視点に基づき、図解や実務具体例を使用して、民事紛争における保全手段の「全貌」を的確に理解できるようになっている。たとえば、表記や記述に工夫が施され、「具体的（concrete）」・「簡潔（concise）」・「明快（clear）」という「3つのC」に基づいて、解説がなされている。　民事保全は、まさしく「民事紛争の最前線」（民事保全→訴訟→執行）の局面で、利用されるものである。にもかかわらず、従来から、民事保全は、その体系書や専門書等の難解な叙述と相俟って、手段としてのそもそもの技術的難解性・複雑性を理由として、その実務上の活用はごく少数の熟練実務家の専門技術化・専門知化し、その手中に帰している、という傾向も見られた。　したがって、本書は、学者本にもかかわらず、実務運用例にも詳しいので、法曹実務に携わり、民事保全のなお一層の活用を意欲する、若手・中堅の法曹（裁判官、書記官、弁護士）、さらには司法修習生等にとって、民事保全手段の実践的活用のための、大きな「足掛かり」（専門知への架橋）となり得るものである。https://www.keio-up.co.jp/np/isbn/9784766421934/
- 『クルツブーフ 民事執行法 非金銭執行編』（全240頁）信山社 2017年（6）ーークリアー・コンサイス・コンクリートな解説に徹した「非金銭執行」に関する、最も詳細な且つ唯一の、「単行」解説書である。　従来、ごく僅かの紙数を割くに留まり、簡易にのみ論及されるにすぎず、ともすれば軽視されがちであった「非金銭執行」につき、①「理論」と「実務」における「非金銭執行」論にスペッシャライズし、②その全体構造にフォーカスしながら、③さらに「ハーグ条約実施法」施行に伴う国内執行の実務動向をもフォローアップしている。このように非金銭執行の「基礎」から「応用・発展・最先端」までをもカバーしているので、熟練の、さらに若手・中堅の法曹（裁判官、書記官、弁護士）や司法修習生等にとって、時宜を得た解説書となっている。　また、従来の体系書や概説書等一般にあっては、「非金銭債務」に注目し、各「非金銭債務」を基軸に、その「手続進行」（「物引渡し義務・代替的作為義務・不代替的作為義務・不作為義務・意思表示義務」の強制執行）を説明してきた。　しかし、非金銭執行を追行する主体たる「非金銭債権者」に注目すれば、「非金銭債権者」には様々なタイプの者が存在し、その「利害得失の利益状態」も様々であるから、執行手続中の「他の債権者や権利者との関わり」にあっては、「複数関係者間の利益調整、そして利益裁断」は極めて重要な要素となってくる。また、実務上、弁護士は、執行をなさんとする「非金銭債権者のサイド」で、その代理人として、「直接強制・間接強制」等の申立て手続のスタート段階から、執行手続への対処を自ら積極的に行っていかなければならないのに対して、相手方たる「債務者（義務者）サイド」の手続的関与はあくまで受動的に過ぎない、というのが現実である。　これらを考慮して、本書は、執行追行の主体たる各「非金銭債権者」（非金銭請求権者）を基軸として、対「他の利害関係者」関係における利益調整／利益裁断を踏まえて、それぞれに特徴的な「手続進行」を個別具体的に解説している。　これによって、執行手続中に登場する全ての利害関係当事者間の「法的紛争」につき、明快且つ的確な「解決指針」を提示し、弁護士等法曹を始めとする読者に「非金銭執行の実践的・実務的理解」を容易化させようとする、著者の「新構想」に基づいたものである。 https://www.shinzansha.co.jp/book/b280287.html